# Stella Étoile Sportive Calais 2009-2010
Questa voce raccoglie le informazioni riguardanti la Stella Étoile Sportive Calais nelle competizioni ufficiali della stagione 2009-2010.

## Organigramma societario
Area direttiva
- Presidente: Jacques Wheatley

Area tecnica
- Allenatore: Badis Oukarache

## Rosa
| N° | Nome                 | Ruolo | Data di nascita | Nazionalità sportiva |
| -- | -------------------- | ----- | --------------- | -------------------- |
| 1  | Véronika Hudima      | S     | 8 luglio 1988   | Francia              |
| 3  | Jana Gogolová        | C     | 27 gennaio 1984 | Slovacchia           |
| 4  | Melisa Callo         | S     | 5 marzo 1985    | Argentina            |
| 7  | Mallory Steux        | P     | 24 ottobre 1988 | Francia              |
| 9  | Sophie Péron         | L     | 11 maggio 1989  | Francia              |
| 11 | Fatou Diouck         | S/O   | 19 giugno 1985  | Senegal              |
| 13 | Laura Tikvicki       | C     | 7 luglio 1981   | Serbia               |
| 14 | Leticia Boscacci     | S/O   | 8 novembre 1985 | Argentina            |
| 15 | Ileana Leyendeker    | C     | 14 ottobre 1986 | Argentina            |
| 17 | Beatrix Meléndez-Pàl | P     | 27 agosto 1986  | Ungheria             |